# Droga wojewódzka 810
Die Droga wojewódzka 810 (DW 810) ist eine einen Kilometer lange Droga wojewódzka (Woiwodschaftsstraße) in der polnischen Woiwodschaft Masowien, die den Bahnhof Garwolin mit Wola Rębkowska verbindet. Die Strecke liegt im Powiat Garwoliński.

## Streckenverlauf
Woiwodschaft Masowien, Powiat Garwoliński
-  Wola Rębkowska (DK 76)